# T·D·古德
T·D·古德（T. D. Good），是已故愛爾蘭男子羽球運動員，曾經三次贏得愛爾蘭羽球公開賽冠軍。 
1903年，T·D·古德打入愛爾蘭羽球公開賽的男子單打決賽，不過輸給布萊尼·漢密爾頓而獲得亞軍。1904年，他與布萊尼·漢密爾頓搭檔贏得愛爾蘭羽球公開賽男子雙打冠軍。1907年與1908年，他們兩人又贏得愛爾蘭羽球公開賽男子雙打冠軍。1913年，他與阿瑟·凱夫一起贏得愛爾蘭國家羽球錦標賽男子雙打冠軍。